# Albert DeSalvo
Albert DeSalvo (ur. 3 września 1931, zm. 25 listopada 1973) – amerykański seryjny morderca zwany Dusicielem z Bostonu. W latach 1962–1964 zamordował na terenie miasta 13 kobiet.
Nie ma całkowitej pewności, że to DeSalvo był sprawcą wszystkich zbrodni, do których się przyznał, ze względu na brak koronnych dowodów. Kwestionowano wiarygodność zeznań DeSalvo, gdyż przebywał on w zakładzie psychiatrycznym za wielokrotne gwałty i włamania, do tego w procesie dopatrzono się wielu uchybień - DeSalvo odpowiadał na wiele pytań zgodnie z sugestiami przesłuchujących go policjantów. Dodatkowo, jedna z kobiet, będących świadkiem w sprawie nie rozpoznała DeSalvo, wskazując że mężczyzną, którego widziała, był współwięzień deSalvo — George Nassar. Jedna z hipotez mówi o tym, że DeSalvo usłyszał od Nassara szczegóły zbrodni, a następnie przypisał je sobie. 
Mimo pewnych niezgodności, tamte zbrodnie dały mu miano „Zielonego człowieka”, gdyż w trakcie dokonywania ich DeSalvo był ubrany w kombinezon takiego koloru. Za wszystkie przestępstwa został skazany na dożywotnie więzienie.
24 listopada 1973 De Salvo zadzwonił do swojego adwokata, informując go, że musi się z nim jak najszybciej spotkać. Miał do przekazania, jak twierdził, ważną wiadomość. Nie dożył poranka, ponieważ w nocy z 24 na 25 listopada nieznany sprawca zasztyletował DeSalvo w więzieniu Walpole. Śledztwo w sprawie jego śmierci zostało umorzone.
Jednakże po prawie czterdziestu latach, w lipcu 2013, porównano materiał genetyczny znaleziony na miejscu gwałtu i morderstwa młodej Mary Sullivan, z materiałem DNA pobranym od krewnego DeSalvo. W rezultacie stwierdzenia wysokiej zgodności obu próbek, 12 lipca 2013 ekshumowano szczątki Dusiciela z Bostonu, a pobrany materiał genetyczny był jednakowy z tym znalezionym w miejscu śmierci Mary Sullivan.

## Ofiary
| Lp. | Ofiara            | Wiek | Data              |
| --- | ----------------- | ---- | ----------------- |
| 1.  | Anna Slesers      | 55   | 14 czerwca 1962   |
| 2.  | Mary Mullen       | 85   | 28 czerwca 1962   |
| 3.  | Helen Blake       | 65   | 30 czerwca 1962   |
| 4.  | Nina Nichols      | 68   | 30 czerwca 1962   |
| 5.  | Ida Irga          | 75   | 19 sierpnia 1962  |
| 6.  | Jane Sullivan     | 67   | 20 sierpnia 1962  |
| 7.  | Sophie Clark      | 20   | 5 grudnia 1962    |
| 8.  | Patricia Bissette | 23   | 30 grudnia 1962   |
| 9.  | Mary Brown        | 69   | 9 marca 1963      |
| 10. | Beverly Samans    | 23   | 6 maja 1963       |
| 11. | Evelyn Corbin     | 58   | 8 września 1963   |
| 12. | Joann Graff       | 23   | 23 listopada 1963 |
| 13. | Mary Sullivan     | 19   | 4 stycznia 1964   |